# Poolse marine
De Poolse marine (Pools: Marynarka Wojenna) is de marine van de strijdkrachten van het Centraal-Europese land Polen. Ze opereert voornamelijk in de Oostzee en behoort met 94 schepen tot de grootste zeemachten in die regio. Poolse marineschepen dragen het voorvoegsel "ORP", dat staat voor Okręt Rzeczypospolitej Polskiej ("Schip van de Poolse Republiek").

## Geschiedenis

### Voor 1918
De wortels van de Poolse marine reiken terug tot de middeleeuwen. Tijdens de Dertienjarige Oorlog slaagde een private vloot erin permanente toegang tot de Oostzee te verzekeren. In 1466 kreeg Polen de strategische havenstad Gdańsk in handen en werd een grote vloot opgebouwd. In 1561 versloeg deze de Russische marine en kreeg zo met Riga een tweede havenstad in bezit.
Tijdens de Pools-Zweedse oorlogen in de 17e eeuw waren de middelen te schaars om een grote vloot te onderhouden. Doch kon men de Zweden verslaan bij de slag bij Oliwa en werd toegang tot de Atlantische Oceaan veilig gesteld. In 1629 verloor de Poolse natie haar vloot echter aan de Habsburgse monarchie door een mislukt bondgenootschap.
In 1625 werd de Commissie van Koninklijke Schepen opgericht, die de Gemenebestmarine oprichtte. In 1632 kocht de nieuwe koning Wladislaus Wasa twaalf schepen en bouwde een marinebasis bij Władysławowo. In 1637 werd deze vloot zonder oorlogsverklaring door de Denen vernietigd. De overgebleven schepen werden begin jaren 1640 van de hand gedaan.
Het Hertogdom Koerland en Semgallen — deel van het Pools-Litouwse Gemenebest — bouwde wel een sterke zeemacht op en richtte overzeese kolonies op. Het gemenebest zelf had vanwege de beperkte toegang tot de oceaan nooit een vloot die zich kon meten met maritieme grootmachten als Engeland en Frankrijk. De Poolse Delingen eind 18e eeuw maakten een einde aan de onafhankelijke Poolse marine.

### 1918-heden
Na de oprichting van de Tweede Poolse Republiek volgend op de Eerste Wereldoorlog beval Józef Piłsudski, bevelhebber van de Poolse strijdkrachten, de oprichting van de huidige Poolse marine. De internationale politiek liet slechts een kleine zeemacht toe, beperkt tot zes torpedobootjagers die van de Keizerlijke Marine waren geconfisqueerd.

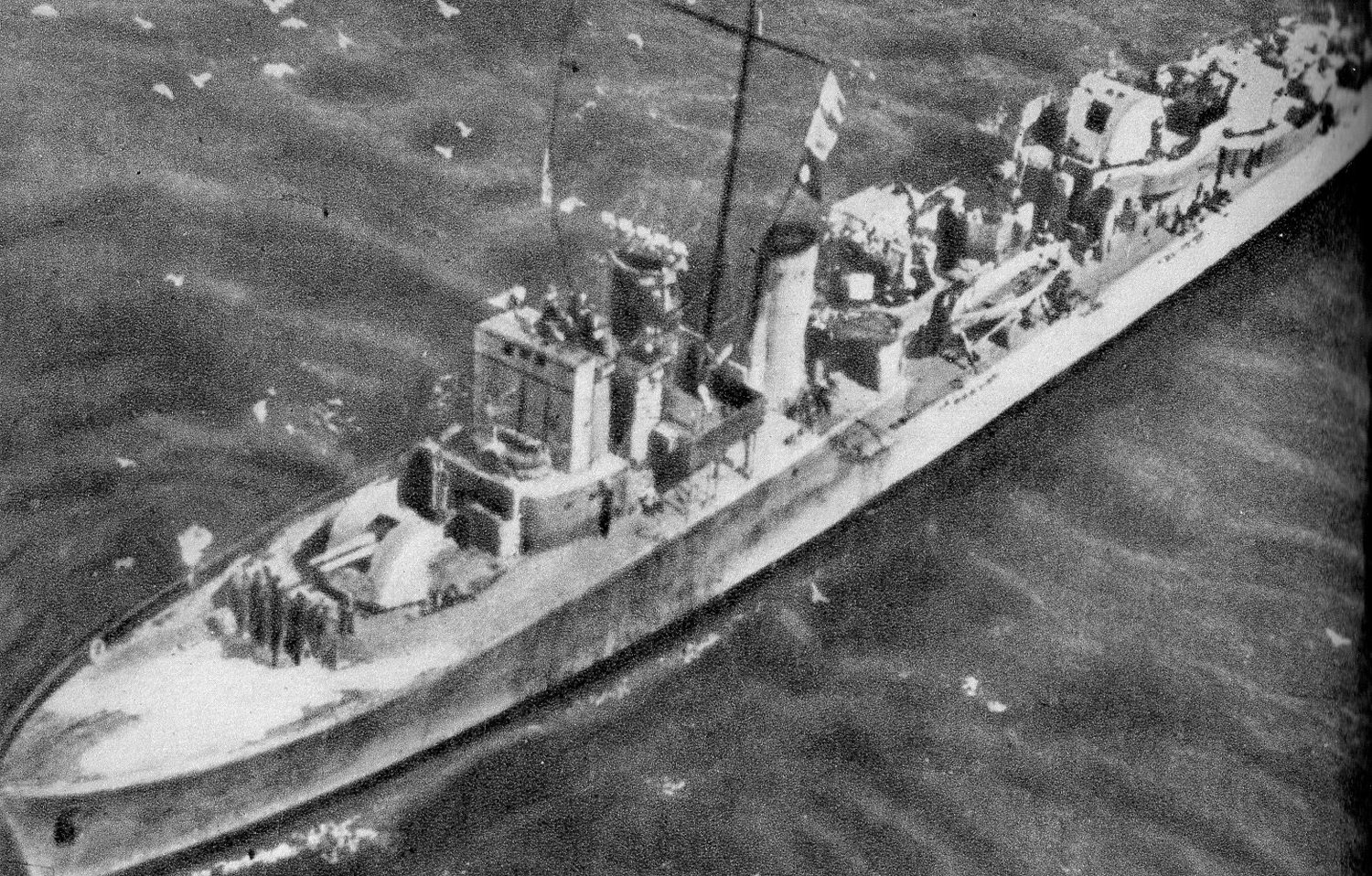
De torpedobootjager ORP Kujawiak in 1942.

Tijdens het interbellum werden nieuwe schepen besteld, maar om budgettaire redenen bleef de marine klein. Een van de hoofdtaken was toen verdediging tegen de Baltische Vloot van de Sovjet-Unie. Toen de Tweede Wereldoorlog uitbrak werden de grootste schepen naar Groot-Brittannië gestuurd om onder de vleugels van de Britse marine deel te nemen aan de strijd. Drie onderzeeërs werden in Zweden aan de ketting gelegd en andere schepen werden door de Luftwaffe tot zinken gebracht.
Na de oorlog kwam Polen onder invloed van de Sovjet-Unie die de Poolse marine nieuw leven inblies. De marine werd fors uitgebreid en er werd een marinierskorps opgericht. Torpedobootjagers en onderzeeërs werden van Rusland bekomen; landingsvaartuigen en mijnenvegers werden zelf gebouwd. De hoofdtaak van de Poolse marine als onderdeel van het Warschaupact was het controleren van de Oostzee als tegengewicht voor de NAVO-zeestrijdkrachten vlakbij in Denemarken en de Bondsrepubliek Duitsland.
Na het uiteenvallen van de Sovjet-Unie en de ontbinding van het Warschaupact begin jaren 1990 veranderde de rol van de marine grondig. Polen werd lid van de NAVO en hervormde de zeemacht ter integratie met de internationale organisatie. Ook werden onder meer Noorse onderzeeërs en Amerikaanse fregatten aangeschaft. Die modernisering is anno 2013 nog steeds gaande.

## Organisatie
| Onderdeel                       | Bases                          | Oprichting      |
| ------------------------------- | ------------------------------ | --------------- |
| 3e Scheepsflottielje            | Gdynia-Oksywie Mierzeja Helska | 11 maart 1971   |
| 8e Flottielje Kustverdediging   | Świnoujście Kołobrzeg          | 1965            |
| 1e Brigade Maritieme Luchtvaart | Gdynia Świnoujście-Darłowo     | 1 november 1994 |

De Poolse marine stelt voorts een veertigtal schepen ter beschikking van de NATO Response Force, de snelle reactie-eenheid van de NAVO.

## Inventaris

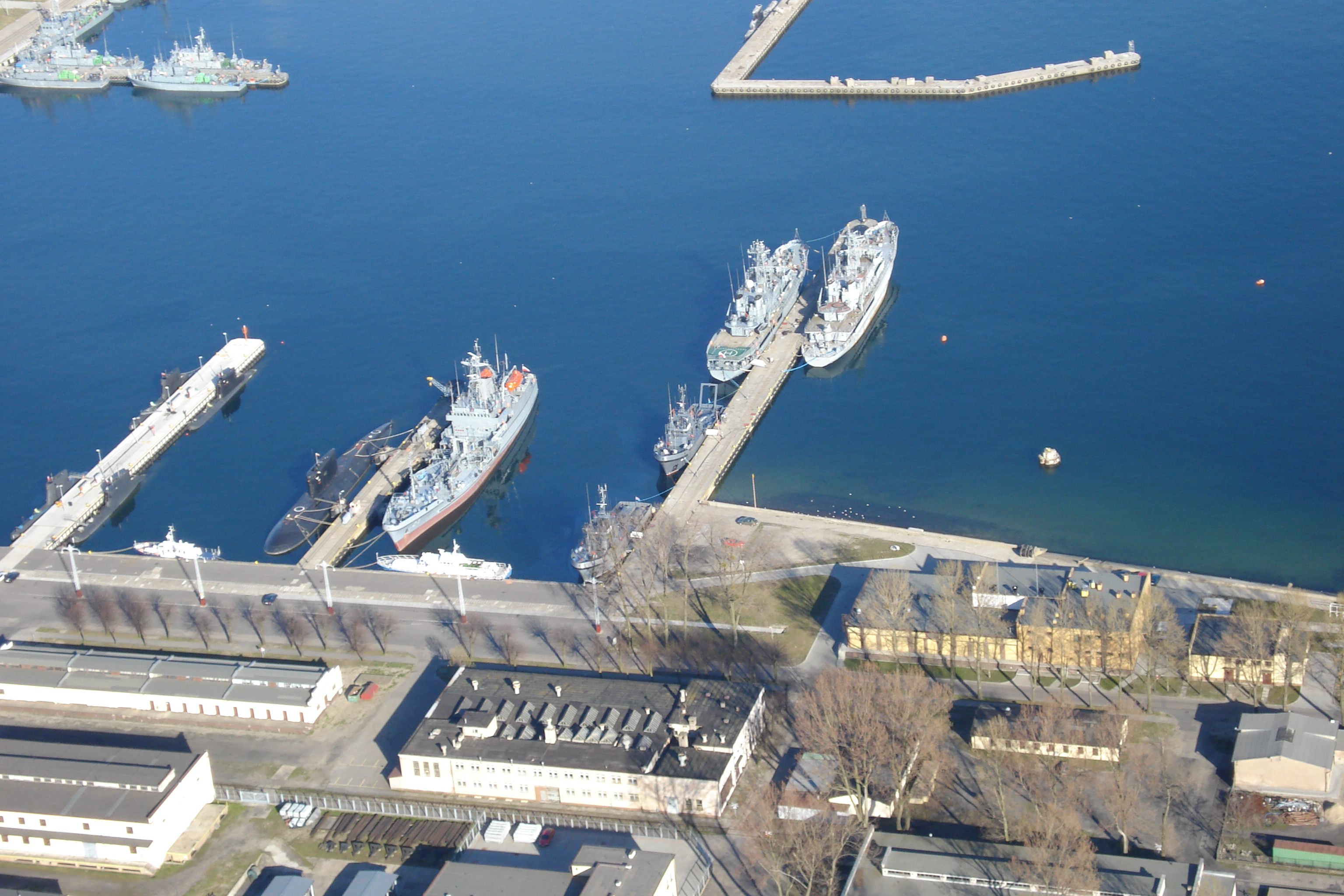
De marinebasis Gdynia.

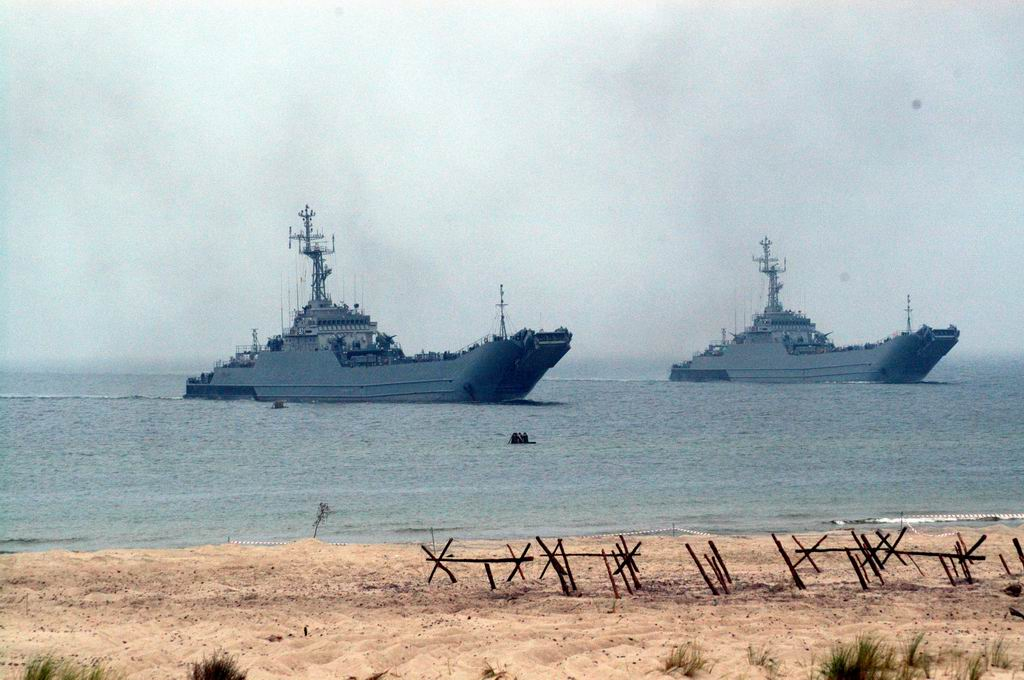
Landingsschepen op oefening in 2006.

### Schepen
| Type                 | Klasse                        | Aantal |
| -------------------- | ----------------------------- | ------ |
| Fregat               | Oliver Hazard Perry           | 2      |
| Korvet               | Tarntul                       | 2      |
|                      | Kaszub                        | 1      |
| Onderzeeboot         | Kobben                        | 4      |
|                      | Kilo                          | 1      |
| Mijnenlegger-landing | Lublin                        | 5      |
| Fast Attack Craft    | Orkan                         | 3      |
| Mijnenveger          | Gardnok                       | 12     |
|                      | Mamry                         | 4      |
|                      | 206FM                         | 3      |
| Ondersteuningsschip  | Kontradmiral Xawery Czernicki | 1      |
| Berging              | Zbyszkok                      | 5      |
|                      | Piast                         | 2      |

De marine heeft verder nog een veertigtal kustvaartuigen, onderzoeksschepen en tankers.

### Luchtvaartuigen

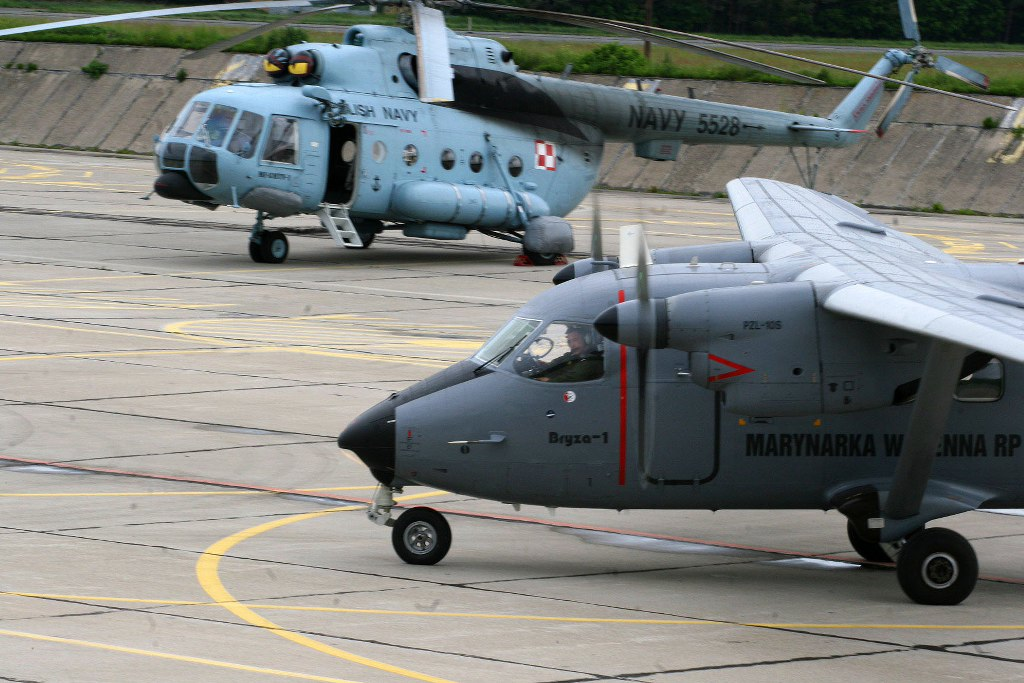
Een M28 (voorgrond) en Mi-8 (achtergrond).

| Type       | Aantal | Rol                         |
| ---------- | ------ | --------------------------- |
| Kaman SH-2 | 4      | Onderzeebootbestrijding     |
| Mil Mi-14  | 10     | Onderzeebootbestrijding SAR |
| Mil Mi-17  | 2      | Transport                   |
| PZL W-3    | 9      | SAR                         |
| PZL Mi-2   | 5      | Commando                    |
| PZL M28B   | 14     | Patrouille                  |